# Luciano Theiler
Luciano Ariel Theiler (Justiniano Posse, Córdoba, Argentina; 1 de junio de 1981) es un ex futbolista y entrenador argentino que también posee la nacionalidad paraguaya, se desempeñaba como defensor. Actualmente se encuentra sin equipo.

## Clubes
| Club                                | País      | Año       |
| ----------------------------------- | --------- | --------- |
| Complejo Deportivo Teniente Origone | Argentina | 1989      |
| Sportivo Unión (Gral. Ordóñez)      | Argentina | 1993      |
| Complejo Deportivo Teniente Origone | Argentina | 1996      |
| Renato Cesarini                     | Argentina | 1997-1998 |
| Lanús                               | Argentina | 1999      |
| Belgrano                            | Argentina | 2000-2003 |
| Alumni                              | Argentina | 2004      |
| General Paz Juniors                 | Argentina | 2004      |
| Alumni                              | Argentina | 2005      |
| Independiente (La Rioja)            | Argentina | 2005-2006 |
| San José                            | Bolivia   | 2006      |
| Patronato                           | Argentina | 2007      |
| Victory SC                          | Maldivas  | 2008      |
| Al Karamah FC                       | Siria     | 2008      |
| Al Ahed                             | Líbano    | 2009      |
| Persiba Bantul                      | Indonesia | 2009-2010 |
| Muktijoddha Sangsad KC              | Bangladés | 2010-2011 |
| Talleres de Perico                  | Argentina | 2011-2012 |

### Como entrenador
| Club                    | País      | Año       | PJ | PG | PE | PP | GF | GC  | DG  | EF%    |
| ----------------------- | --------- | --------- | -- | -- | -- | -- | -- | --- | --- | ------ |
| Brown (PM)              | Argentina | 2018-2019 | 21 | 6  | 7  | 8  | 19 | 20  | -1  | 39.68% |
| Independiente Rivadavia | Argentina | 2019      | 11 | 3  | 2  | 6  | 16 | 20  | -4  | 33.33% |
| Deportivo Maipú         | Argentina | 2020-2021 | 24 | 10 | 5  | 9  | 24 | 20  | +4  | 48.61% |
| General Caballero       | Paraguay  | 2022      | 19 | 6  | 2  | 11 | 20 | 42  | -22 | 35.09% |
| Guaireña                | Paraguay  | 2023      | 13 | 3  | 4  | 6  | 11 | 17  | -6  | 33.33% |
| Alianza Atlético        | Perú      | 2024      | 5  | 1  | 1  | 3  | 3  | 8   | -5  | 12.82% |
| Total                   | Total     | Total     | 93 | 29 | 21 | 43 | 93 | 127 | -34 | 39.39% |

## Palmarés

### Como técnico
| Título               | Club            | País      | Año  |
| -------------------- | --------------- | --------- | ---- |
| Federal A 2º ascenso | Deportivo Maipú | Argentina | 2021 |